# Campiglia Soana
Campiglia Soana (Tcampiy in francoprovenzale) è attualmente una frazione del comune di Valprato Soana, ma fino al 1928 è stata comune autonomo.

## Descrizione

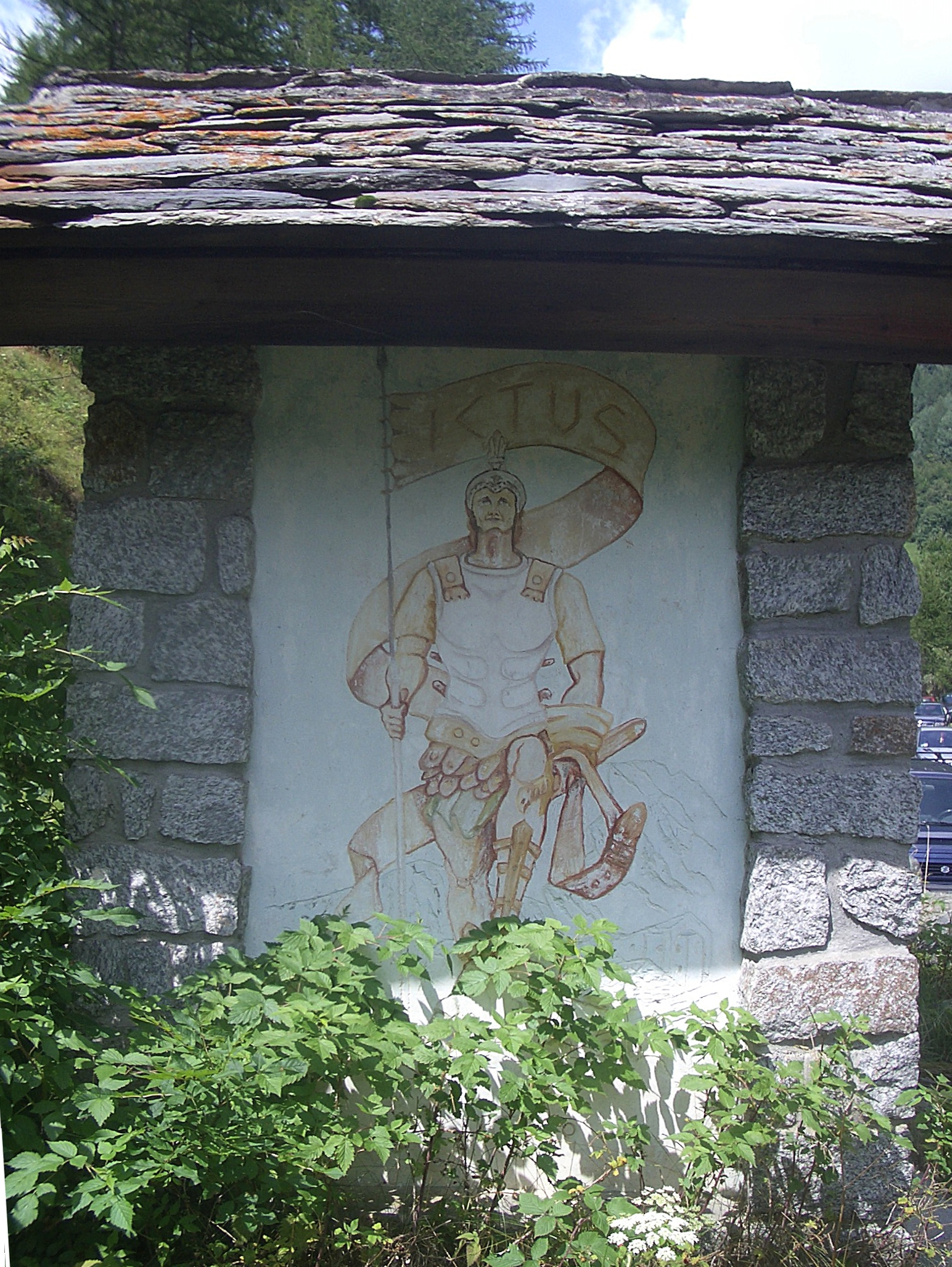
Pilone votivo con l'immagine di San Besso

Campiglia, oltre ad essere la località con maggiore ricezione turistica della Val Soana, è nota per il Santuario di san Besso, che sorge ai piedi del monte Fantono, a quota 2019 metri, ed è raggiungibile in circa un'ora e mezza di cammino.

Ogni anno il 10 agosto, attira pellegrini da tutto il Canavese e dalla Valle d'Aosta per festeggiare il Santo, soldato Martire della Legione Tebea.
Il vallone di Campiglia è altresì importante per reperti archeologici che indicano un grande insediamento urbano risalente al XVI secolo, ritrovato in località Pian Cravere (2350 m).
Sempre da Campiglia parte l'unica strada reale di caccia della Valle Soana (vallone dell'Azaria), fatta costruire da Re Umberto I nel 1897.